# Nglebo
Nglebo is een bestuurslaag in het regentschap Trenggalek van de provincie Oost-Java, Indonesië. Nglebo telt 3115 inwoners (volkstelling 2010).